# 幸和希
幸 和希（こう かずき、本名：冨吉 和恵〈とみよし かずえ〉、1961年2月10日 - ）は、元宝塚歌劇団の花組男役スターで、現在は女優。旧芸名は、柊 和希（ひいらぎ かずき）。
大阪府茨木市出身。出身校：茨木市立南中学校。宝塚歌劇団時代の愛称は、かずき、かっちゃん。公称身長164cm、血液型B型。

## 来歴・人物
1976年、中学校を卒業後、宝塚音楽学校に入学。
1978年、同校卒業後、64期生として宝塚歌劇団に入団。月組公演『祭りファンタジー／マイ・ラッキー・チャンス』で初舞台を踏む。1979年、月組に配属。1982年、花組へ組換え。
若手男役スターとして、主にトップスター高汐巴時代の花組を盛り上げた。
ユニークな文才の持ち主で、歌劇団発行の月刊誌「歌劇」「宝塚グラフ」に連載を持っていた。
1988年に退団後は女優に転身した。現在は主に舞台女優として活躍中。

## 宝塚歌劇団時代の主な舞台

### 月組時代
- 1980年1月、『アンジェリク』新人公演：アルベール（本役：正規煌＜現・麻咲梨乃＞）
- 1981年7月、『白鳥の道を越えて』第2回新人公演：ギスカール（本役：大地真央）
- 1982年2月、『あしびきの山の雫に』志貴皇子

### 花組時代
- 1982年9月、『夜明けの序曲』新人公演：高浪定二郎（本役：高汐巴）
- 1983年3月、『霧深きエルベのほとり』新人公演：フロリアン（本役：平みち）
- 1983年4月、『ヴェニス、獅子たちの夢』（バウ）エドモン・ガローネ
- 1983年10月、『メイフラワー』新人公演：ジャック・エバンス（本役：高汐巴）*新人公演初主演
- 1984年3月、『琥珀色の雨にぬれて』新人公演：クロード（本役：高汐巴）*新人公演主演
- 1984年4月、『ロジャースビル物語』（バウ）マイケル
- 1984年8月、『名探偵はひとりぼっち』アール
- 1985年3月、『愛あれば命は永遠に』ウージェーヌ
- 1985年6月、『ジャパン・ファンタジー』／『ドリームズ・オブ・タカラヅカ』（第5回ハワイ公演）
- 1985年9月、『テンダー・グリーン』フェイズ
- 1986年1月、『微風のマドリガル』ロドリーゴ
- 1986年3月、『不思議なカーニバル』（バウ）ポール・バナー＊バウホール公演初主演
- 1986年4月、『メモアール・ド・パリ』オレンジ泥棒（大劇場時：瀬川佳英）
- 1986年6月、『真紅なる海に祈りを』ベンテリアス
- 1987年1月、『タッチ・ミー』（バウ）
- 1987年2月、『遥かなる旅路の果てに』アンドレイ・シャムラーエフ
- 1987年3月、『第2回バウコンサート-スプリング！スプリング！スプリング！-』（バウ）
- 1987年8月、『あの日薔薇一輪』リチャード
- 1987年10月、『琥珀色の雨にぬれて』（地方）アルベール、『ヒーローズ』ジェフ（大劇場時：大浦みずき）
- 1987年12月、『あの日薔薇一輪』フランク（大劇場時：瀬川佳英）／『ザ・レヴュースコープ』歌舞の歌手（大劇場時：大浦みずき）[注釈 1]
- 1988年3月、『キス・ミー・ケイト』ホーテンシオー＊退団公演

## テレビ出演
- 『一枚の写真』（1989年5月31日、フジテレビ）
- ドラマ『ごめんねコーちゃん』 越路吹雪役（1990年9月24日、NHK）[2]